# سالي سمارت
سالي سمارت (بالإنجليزية: Sally Smart)‏ هي رسامة أسترالية، ولدت في 26 مارس 1960 في Quorn, South Australia ‏ في أستراليا.

## وصلات خارجية
- الموقع الرسمي